# Joaquim Pedro de Oliveira Martins

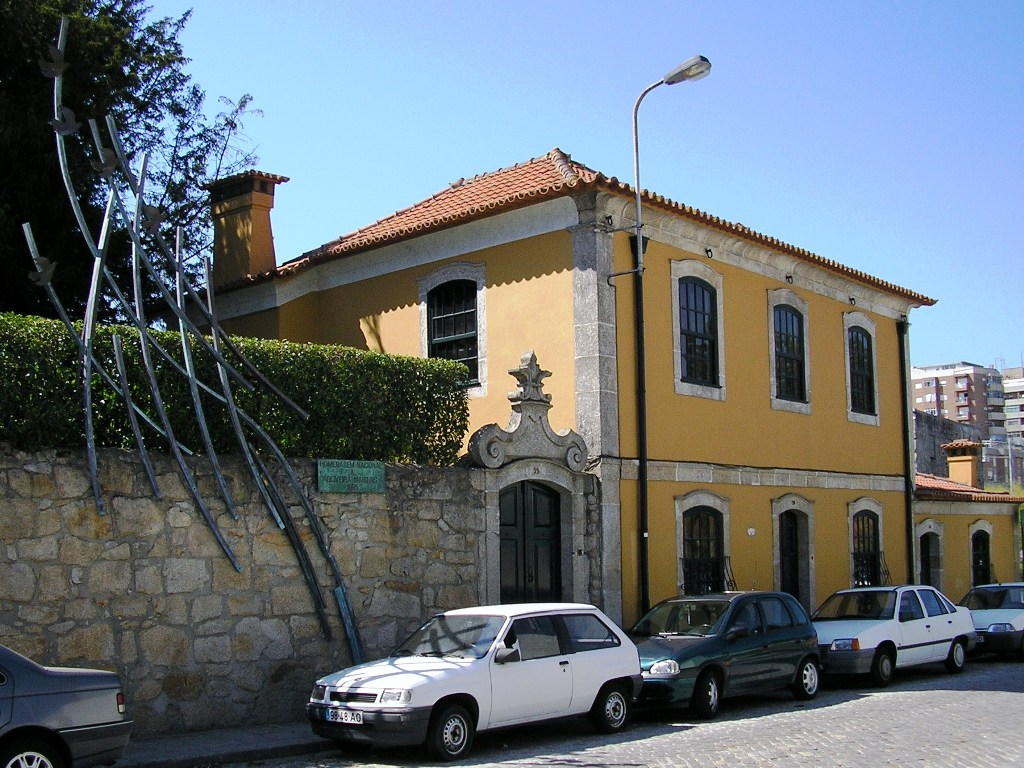
Casa da Pedra, em Águas Férreas, no Porto, onde Oliveira Martins viveu.

Joaquim Pedro de Oliveira Martins (Lisboa, 30 de Abril de 1845 – Lisboa, 24 de Agosto de 1894) foi um historiador, político e cientista social português. Foi uma das figuras-chave da historiografia portuguesa contemporânea cujas obras marcaram sucessivas gerações de portugueses, influenciando escritores do século XX, como António Sérgio, Eduardo Lourenço ou António Sardinha.

## Biografia
Órfão de pai, teve uma adolescência difícil, não chegando a concluir o curso liceal, que lhe teria permitido ingressar na Escola Politécnica, para o curso de Engenheiro Militar. Esteve empregado desde os 13 anos de idade no comércio, de 1858 a 1870, mas, nesse ano, devido à falência da empresa onde trabalhava, foi exercer funções de administrador de uma mina na Andaluzia. Quatro anos depois regressou a Portugal para dirigir a construção da via férrea do Porto à Póvoa de Varzim e a Vila Nova de Famalicão. Em 1880 foi eleito presidente da Sociedade de Geografia Comercial do Porto e, quatro anos depois, director do Museu Industrial e Comercial do Porto. Mais tarde desempenhou as funções de administrador da Régie dos Tabacos, da Companhia de Moçambique, e fez parte da comissão executiva da Exposição Industrial Portuguesa.
Casou em 1865 com Victória de Mascarenhas Barbosa, de ascendência inglesa, que o acompanhou nas suas longas estadias em Espanha e no Porto, mas de quem não teve descendência.
Foi deputado em 1883, eleito por Viana do Castelo, e em 1889 pelo círculo do Porto. Em 1892 foi convidado para a pasta da Fazenda, no ministério que se organizou sob a presidência de Dias Ferreira, e em 1893 foi nomeado vice-presidente da Junta do Crédito Público.
Elemento animador da Geração de 70, revelou uma elevada plasticidade às múltiplas correntes de ideias que atravessaram o seu século.
Oliveira Martins colaborou nos principais jornais literários e científicos de Portugal, assim como nos políticos socialistas. Também se encontra colaboração da sua autoria nas revistas: Renascença (1878–1879?), Ribaltas e gambiarras (1881), Revista de Estudos Livres (1883–1886), Gazeta dos Caminhos de Ferro de Portugal e Hespanha (1888–1898) e Gazeta dos Caminhos de Ferro (iniciada em 1899) e ainda em A semana de Lisboa (1893–1895), A Leitura (1894–1896) e, a título póstumo, no semanário Branco e Negro (1896–1898).
A sua vasta obra começou com o romance Febo Moniz, publicado em 1867, e estende-se até à sua morte, em 1894.
Na área das ciências sociais escreveu, por exemplo, Elementos de Antropologia, de 1880, Regime das Riquezas, de 1883, e Tábua de Cronologia, de 1884. Das obras históricas há a destacar História da Civilização Ibérica e História de Portugal, em 1879, O Brasil e as Colónias Portuguesas, de 1880, Os Filhos de D. João I, de 1891, e Portugal Contemporâneo, de 1881. É também necessário destacar a sua obra História da República Romana. A sua obra suscitou sempre controvérsia e influenciou a vida política portuguesa, mas também historiadores, críticos e literatos do seu tempo e do século XX. Perfilhou várias ideologias contraditórias pois foi socialista (proudhoniano), republicano, monárquico, liberal, antiliberal e iberista. 
Oliveira Martins sugeriu em Política e Economia Nacional (1885, p.20) como dar um novo alento ao "corpo caquéctico da sociedade portuguesa": "(…) é mister passar uma esponja sobre a história actual e recente, fazer um grande acto de contrição, apagar até a própria lembrança desta orgia regeneradora em que nos vemos ir a pique desoladamente impotentes, esperando tudo dos meios ilícitos, alcançando tudo do compadrio, tornando Portugal inteiro, com os seus quatro milhões de habitantes, um grande viveiro de afilhados que rumorejam pedindo favores em torno do homem que se arvorou em compadre universal destes reinos".
Morreu a 24 de agosto de 1894, aos 49 anos, em Lisboa, vítima de tuberculose.

## Obras
- Febo Moniz (1867)
- Os Lusíadas - Ensaio sobre Camões, em Relação à Sociedade Portuguesa e ao Movimento da Renascença (1872)
- A Teoria do Socialismo - Evolução Política e Económica das Sociedades da Europa (1872)
- História da Civilização Ibérica (1879)
- História de Portugal (1879)
- O Brasil e as Colónias Portuguesas (1880)
- Elementos de Antropologia (1880)
- Portugal contemporâneo (1881)
- Sistema dos Mitos Religiosos (1882)
- Regime das Riquezas (1883)
- Tábua de Cronologia (1884)
- Historia da Republica Romana (1885)
- Política e Economia Nacional (1885, Magalhães & Moniz - Porto)
- Portugal nos Mares: Ensaios de Critica, Historia e Geographia, (1889, Lisboa, Bertrand; reprodução da Parceria Antonio Maria Pereira, 1924)
- Os Filhos de D. João I (1891)
- A vida de Nun'Álvares (1893)
- Perfis (1930)